# Dieter Müller
|  | Aquest article tracta sobre el futbolista. Si cerqueu el jugador de billar, vegeu «Dieter Müller (jugador de billar)». |

Dieter Müller   (Offenbach am Main, 1 d'abril de 1954), nascut Dieter Kaster, és un exfutbolista alemany de la dècada de 1970.
Fou 12 cops internacional amb la selecció alemanya.
Pel que fa a clubs, defensà els colors de 1. FC Köln, VfB Stuttgart, Girondins Bordeaux, Grasshopper Club Zürich, 1. FC Saarbrücken i Kickers Offenbach.